# Chiesa di Sant'Antonio (Borgo d'Anaunia)
La chiesa di Sant'Antonio, o più precisamente chiesa di Sant'Antonio Abate, è la parrocchiale di Dovena, frazione di Borgo d'Anaunia in Trentino. Fa parte dell'ex-decanato di Fondo dell'arcidiocesi di Trento e risale al XV secolo.

## Storia

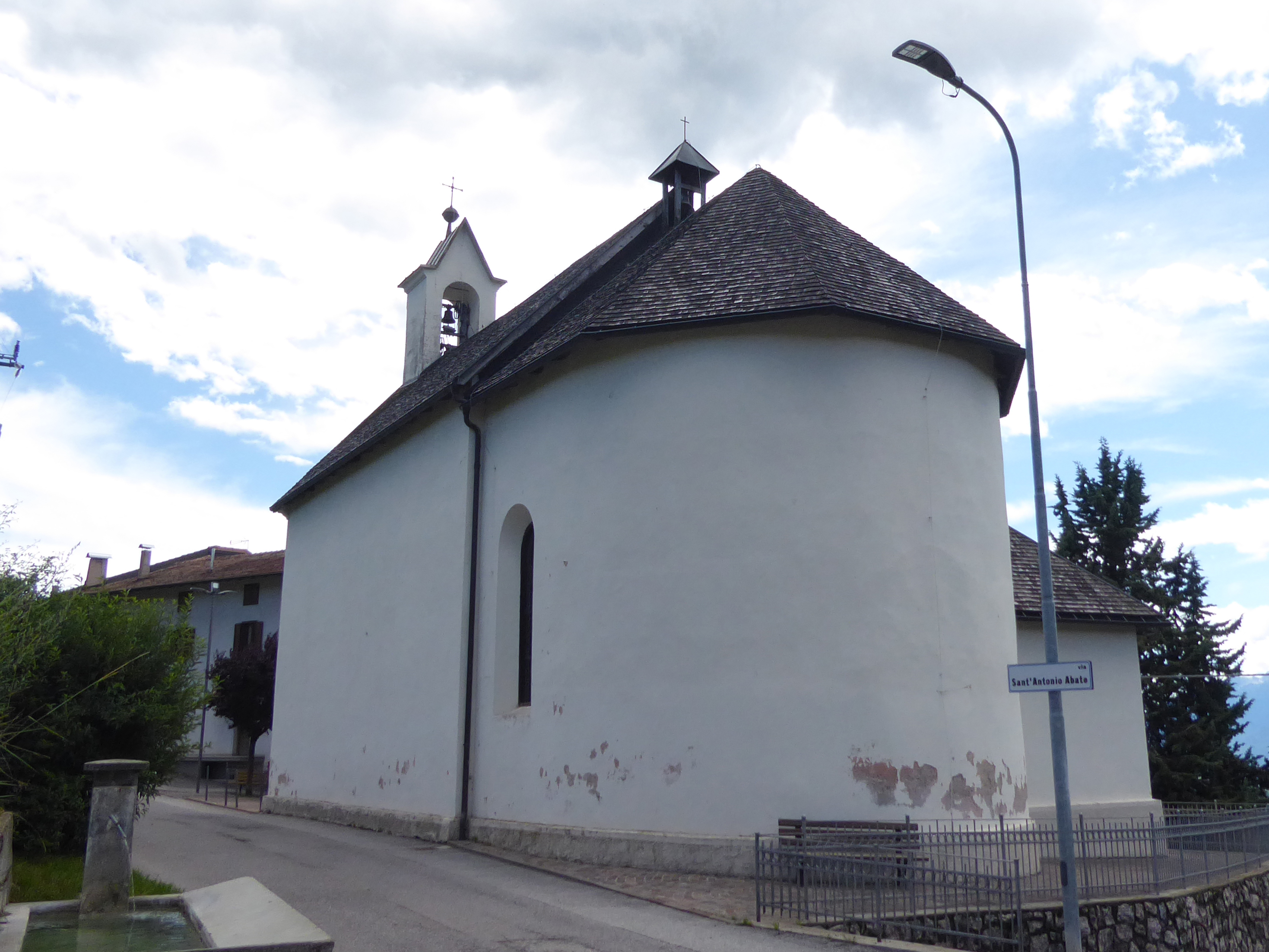
Abside.

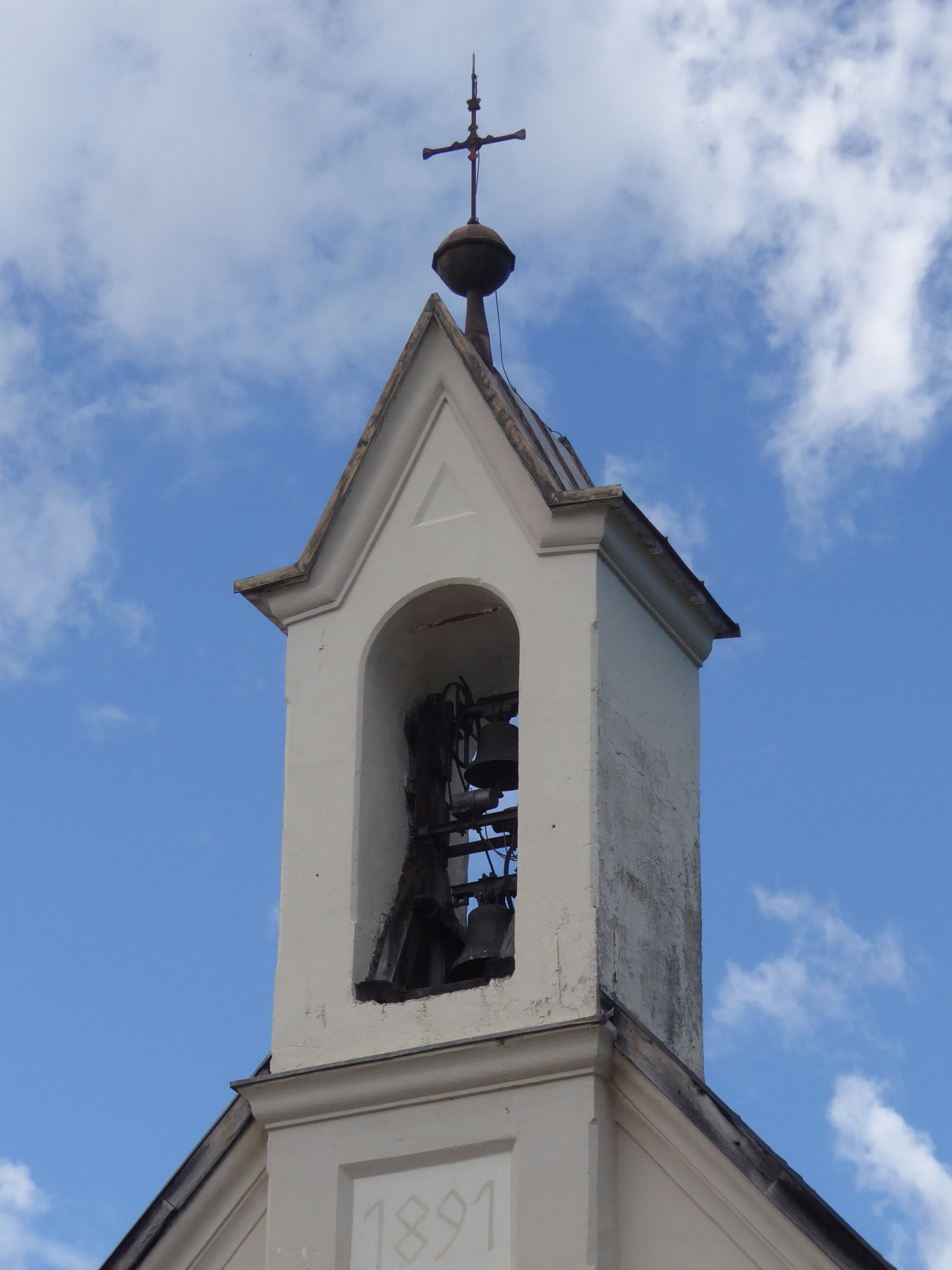
Campanile a vela.

La chiesa venne edificata durante il XV secolo con dedicazione a san Giorgio ma durante la prima metà del secolo successivo si registrò la modifica di tale consacrazione e il titolare divenne sant'Antonio abate.
La visita pastorale del 1616 ordinò la ritinteggiatura delle pareti interne presbiteriali e durante il XVIII secolo è documentata la presenza, accanto alla chiesa, di un romitorio.
Venne elevata a dignità di cappellania nel 1826 e negli ultimi anni del secolo fu oggetto di un lavoro radicale di ristrutturazione che comportò la quasi completa riedificazione dell'antico luogo di culto. La benedizione della chiesa ricostruita ebbe luogo nel 1892 e la solenne consacrazione venne officiata dal vescovo di Trento Celestino Endrici il 21 agosto 1909.
Nell'immediato secondo dopoguerra del XX secolo la chiesa venne arricchita di decorazioni ad affresco realizzate da Teodoro Fengler de Vogg.
La chiesa viene elevata a dignità di parrocchia nel 1961. Gli ultimi cicli di interventi conservativi sono stati realizzati tra il 2001 e il 2004 e poi nel 2012. In tale periodo si sono rifatte le vetrate, è stata migliorata la tenuta contro le infiltrazioni di acqua ed è stata posata una nuova pavimentazione nella sala. Sono stati inoltre rivisti i serramenti dell'edificio.

## Descrizione

### Esterni
La parrocchiale di Dovena, che mostra orientamento verso nord, ha una facciata a capanna con due spioventi che vengono interrotti nella parte apicale dal campaniletto a vela al centro del prospetto. Il portale di accesso è incorniciato e culmina con arco a tutto sesto e sopra, in asse, c'è il piccolo oculo strombato. Nella parte posteriore della struttura, prima della volta che copre il presbiterio, si trova un secondo campanile ligneo a torretta e di minori dimensioni.

### Interni
La navata interna è unica e divisa in due campate con volta a crociera. Attraverso l'arco santo si accede al presbiterio. Teodoro Fengler de Vogg ha realizzato vari affreschi nella sala e nel presbiterio. Ha raffigurato il Martirio di San Lorenzo sulla destra della navata e nel catino absidale ha dipinto il Sacro Cuore in gloria e Angeli oltre a Sant'Antonio che calpesta il diavolo e Sant'Antonio che riceve il pane dal corvo.